# ژواکیم دی آلمیدا
ژواکیم دی آلمیدا (پرتغالی: Joaquim de Almeida؛ زاده ۱۵ مارس ۱۹۵۷) بازیگر اهل پرتغال است.
از فیلم‌های او می‌توان به دل دیوانه، دسپرادو، فست فایو، مرگ و زندگی بابی زد، بحران برند ماست، پشت خطوط دشمن، خطر آشکار، صبح بخیر، بابل، مسکو صفر و محافظ یک آدم‌کش اشاره کرد.